# Thomas & vennerne: Stor verden! Store eventyr!
Thomas & vennerne: Stor verden! Store eventyr! (eng. Thomas & Friends: Big World! Big Adventures!) er en animeret britisk film fra 2018 instrueret af David Stoten. Filmen er animeret af selskabet Mattel Creations i samarbejde.

## Danske stemmer[1]
- Oliver Ryborg som Ace
- Troells Walther Toya som Kontrolchefen
- Karoline Munksnæs Hansen som Nia
- Caspar Phillipson som Thomas Tog
- Søren Ulrichs som Afrikansk Handlende
- Marie Caroline Schjeldal som Afrikansk Jernbanekvinde
- Torbjørn Hummel som Afrikansk Jernbanemand
- Kasper Leisner som Afrikansk Kran
- Lars Vognstrup som Afrikansk Stationsforstander
- Daniel Lenz som Afrikansk Vogn
- Daniel Vognstrup Jørgensen som Afrikansk Vogn
- Helene Wolhardt Moe som Afrikansk Vogn
- Vika Dahlberg Hansen som Amerikansk Arizona Diesel
- Lars Vognstrup som Amerikansk Kran
- Helene Wolhardt Moe som Angelique
- Christiane Bjørg Nielsen som Annie
- Mads Haaber som Australsk Chauffør
- Torbjørn Hummel som Beau
- Mathias Klenske som Ben
- Nis Bank-Mikkelsen som Bertie
- Søren Ulrichs som Bill
- Kasper Leisner som Brasiliansk Jernbanearbejder
- Jesper Voetmann som Brasiliansk Kaffevogn
- Helene Wolhardt Moe som Brasiliansk Kran
- Kasper Leisner som Brasiliansk Ranger Lokomotiv
- Lars Vognstrup som Carlos	· Eliud Gabriel Porras
- Marie Caroline Schjeldal som Carly
- Christiane Bjørg Nielsen som Clarabel
- Marie Caroline Schjeldal som Cowgirl
- Ole Rasmus Møller som Cranky
- Daniel Lenz som Cyklist
- Torbjørn Hummel som Den Flyvende Skotlænder
- Ole Rasmus Møller som Diesel
- Christiane Bjørg Nielsen som Dowager Hatt
- Helene Wolhardt Moe som Dreng
- Daniel Vognstrup Jørgensen som Dreng På Perron
- Christian Damsgaard som Edward
- Mathias Klenske som Emerson
- Christiane Bjørg Nielsen som Emily
- Ole Rasmus Møller som Gordon
- Caspar Phillipson som Henry
- Jesper Voetmann som Hr Percival
- Troells Walther Toya som James
- Torbjørn Hummel som Jernbanearbejder
- Vika Dahlberg Hansen som Kinesisk Diesel Ranger Lokomotiv
- Christian Damsgaard som Konduktør
- Benjamin Hasselflug som Kwaku
- Søren Ulrichs som Løbs-Speaker
- Vika Dahlberg Hansen som Marion
- Mathias Klenske som Moai
- Trine Lizette Glud som Natalie
- Troells Walther Toya som Paxton
- Troells Walther Toya som Percy
- Trine Lizette Glud som Perron Højtaler
- Christian Damsgaard som Racerbil
- Vika Dahlberg Hansen som Rosie
- Thomas Charles Saunter som Sam
- Oliver Berg som Sidney
- Mads Haaber som Signalmand
- Mathias Klenske som Thomas Togs Lokomotivfører	·
- Lars Vognstrup som Timothy
- Jesper Voetmann som Toby
- Sigurd Holmen Le Dous som Tony
- Kasper Leisner som Tuareg Kameldriver
- Daniel Lenz som Yong Bao